# Antônio Nicolau Falcão da Frota
Antônio Nicolau Falcão da Frota (Florianópolis, 10 de setembro de 1834 — Pelotas, 21 de março de 1900) foi um militar brasileiro e ministro da Guerra durante o governo do marechal Deodoro da Fonseca.

## Biografia
Era filho do Capitão de Mar e Guerra Antônio José Falcão da Frota e de Tomásia Vemos. Seu irmão Júlio Anacleto Falcão da Frota foi governador do Rio Grande do Sul de 9 de fevereiro a 6 de maio de 1890, constituinte de 1891 e senador pelo Rio Grande do Sul de 1891 a 1909. Foi Casado com Ana do Vale e Almeida, teve duas filhas.

### Carreira militar
Participou da Guerra do Prata (1851-1852), da Campanha do Uruguai (1851), da Guerra do Uruguai(1864-1865) e da Guerra da Tríplice Aliança (1865-1870).
Falcão da Frota ingressou no Exército Brasileiro como praça voluntário em 18 de outubro de 1850, requerendo matrícula na Escola Militar de Porto Alegre e ficando adido ao 7.º Batalhão de Caçadores. Em 14 de junho de 1851, foi reconhecido cadete.  Depois, passou para a Escola Militar do Rio de Janeiro e aí concluiu o curso de cavalaria. Em 14 de abril de 1855 Falcão da Frota foi promovido a alferes-aluno do 3º Regimento do Corpo de Artilharia, localizado na cidade de São Gabriel (RS), e em 2 de dezembro de 1856, a alferes, passando a pertencer ao 3º Regimento de Cavalaria Ligeira, em Porto Alegre. Em 8 de junho de 1861 seguiu para a capital do Império, para habilitar-se na Escola de Tiro de Campo Grande. Naquele mesmo ano, em 2 de dezembro, foi promovido a tenente, e em 7 de março do ano seguinte Falcão da Frota apresentou-se, de regresso, ao seu regimento.
Durante a Guerra do Paraguai, Falcão da Frota, ao ser promovido a capitão em 1º de junho de 1867, marchou com o 3º Corpo do Exército do passo da pátria para o acampamento aliado de Tuiu Cuê, que estava sendo ameaçado por colunas paraguaias. Chegou no dia 31 e tomou parte nos combates travados em frente à vila, que terminaram com a vitória aliada. Também participou dos combates do dia 31 de agosto no arroio Hondo, e de 3 e 21 de outubro em frente a San Solano, próximo à fortaleza de Humaitá, cujo objetivo era surpreender as forças paraguaias que diariamente deixavam a fortificação para hostilizar as posições brasileiras. Depois, marchou com a força expedicionária que em 29 de outubro atacou o inimigo no Potreiro Obella, e em 2 de novembro participou da tomada de Tayi, importante conquista que, assim como a de San Solano, visava ao cercamento e posterior conquista da fortaleza de Humaitá.
Ainda durante o período em que esteve no teatro de guerra, Falcão da Frota foi, em 28 de janeiro de 1868, nomeado fiscal do 14º Corpo Provisório de Cavalaria da Guarda Nacional, e em 7 de maio de 1868, major em comissão, permanecendo como fiscal do 14º Corpo. Também em 1868, participou nos combates de 6 de setembro na ponte de Itororó e de 11 de setembro no arroio Ivaí. A seguir foi classificado no 3º Regimento, no comando da 3ª Divisão de Cavalaria, e em 11 de dezembro de 1868 lutou na batalha de Avaí, que fez parte da sequência de vitórias das tropas brasileiras em embates na região do Chaco conhecida como a “dezembrada”.
Em 20 de fevereiro de 1869 foi promovido a major por atos de bravura, com antiguidade de 11 de dezembro do ano anterior, e em 5 de março foi nomeado para comandar o 6º Corpo Provisório da Guarda Nacional. Continuou na campanha contra o Paraguai até o fim do conflito e, por sua atuação nas lutas no Sul do país, o governo imperial o agraciou com os graus de cavaleiro da Imperial Ordem de São Bento de Avis, Imperial Ordem de Cristo, Imperial Ordem da Rosa e Imperial Ordem do Cruzeiro. Falcão da Frota foi condecorado também, com as medalhas do Mérito Militar, das campanhas do Uruguai e do Paraguai, e com a medalha da República Argentina referente à campanha do Paraguai. Finalizadas as operações militares, em 5 de julho de 1871 foi promovido a tenente-coronel por merecimento, com antiguidade de 13 de maio do mesmo ano.
Em 29 de março de 1873, foi nomeado comandante do 2º Corpo de Cavalaria e transferido para o 2º Regimento de Cavalaria Ligeira. Já em 22 de junho de 1875 foi promovido a coronel por merecimento, e no dia 7 de julho do mesmo ano foi classificado no 3º Regimento. Posteriormente, entre 16 de janeiro e 21 de abril de 1878, exerceu o comando da fronteira e da guarnição de Bagé (RS). Pouco depois, no dia 5 de junho, passou a comandar a fronteira e a guarnição da cidade de Jaguarão (RS), desempenhando a função até 18 de setembro do mesmo ano. Por decreto de 26 de abril de 1879, foi transferido para a segunda classe do Exército, revertendo à primeira classe em 13 de setembro de 1880, data em que foi nomeado comandante do 1º Regimento de Cavalaria Ligeira.
Em 19 de dezembro de 1883 foi designado para inspecionar o 5º Regimento de Cavalaria e em 3 de outubro de 1885 foi escolhido comandante da guarnição e fronteira de São Borja (RS). Exerceu o comando do então 3º Regimento de Cavalaria Ligeira entre 1885 e setembro de 1888, sendo graduado como brigadeiro em 15 de maio de 1886 e efetivado em 18 de agosto de 1888. No dia 18 de setembro foi nomeado comandante da guarnição e fronteira de Santana do Livramento (RS) e em 22 de junho de 1889, da de Uruguaiana (RS). Em 29 de novembro de 1889, poucos dias após a proclamação da República, foi escolhido pelo presidente do Rio Grande do Sul, o marechal José Antônio Correia da Câmara, para exercer interinamente o comando da guarnição daquele estado, ato aprovado pelo governo em 25 de janeiro de 1890. Cinco dias depois foi promovido a marechal de campo, e em 19 de abril passou a tenente-general. 
Em 22 de janeiro de 1891 tornou-se o quarto ministro da Guerra da República do Brasil, substituindo o marechal Floriano Peixoto. Permaneceu no cargo até 23 de novembro do mesmo ano, quando o presidente da República, marechal Deodoro da Fonseca, renunciou, passando o governo a Floriano Peixoto (1891-1894). Desse modo, foi o último ministro da Guerra do governo provisório e o primeiro do governo constitucional da República. Seu sucessor no ministério foi o tenente-general José Simeão de Oliveira. Durante a sua gestão, foi editado o Decreto n.º 1.351, de 7 de fevereiro de 1891, regulando o acesso aos postos de oficiais das diferentes armas e corpos do Exército brasileiro. A partir de então, firmaram-se os princípios de merecimento e antiguidade para preenchimento das vagas nos quadros de oficiais.
A exceção ficou por conta da promoção a tenente-general, para a qual foi mantido o princípio da escolha pelo chefe do governo. Além dessas alterações, ainda no tempo de sua administração, através do Decreto n.º 431, de 2 de julho de 1891, extinguiram-se os antigos comandos das armas, e o território da República foi dividido em sete distritos militares. Falcão da Frota reformou-se como marechal em 30 de novembro de 1891, indo residir no Rio Grande do Sul. Faleceu em 21 de março de 1900, na cidade de Pelotas (RS).
Durante o governo do Marechal Deodoro da Fonseca, foi Ministro da Guerra, de 22 de janeiro a 23 de novembro de 1891.